# デビスカップアルバニア代表
デビスカップアルバニア代表（Albania Davis Cup team）は、アルバニアテニス連盟によって編成される男子テニス国別対抗戦デビスカップのアルバニアのナショナルチームである。

## 現在の代表選手
デビスカップ2016
- フラヴィオ・デツェ
- ゲナイド・シュプヘヤ
- アルベル・スルスタロヴァ
- マリオ・ジリ